# Järnskär (vid Illo, Kimitoön)
Järnskär är en ö i Finland. Den ligger i Skärgårdshavet och i kommunen Kimitoön i den ekonomiska regionen  Åboland i landskapet Egentliga Finland, i den sydvästra delen av landet. Ön ligger omkring 56 kilometer sydöst om Åbo och omkring 120 kilometer väster om Helsingfors.
Öns area är 1,2 hektar och dess största längd är 200 meter i öst-västlig riktning.